# Židovar
Židovar (en serbe cyrillique : Жидовар) est un site archéologique situé en Serbie près de Vršac, dans la province de Voïvodine. En raison de son importance, Židovar figure sur la liste des sites archéologiques d'importance exceptionnelle de la république de Serbie.

## Histoire
Les découvertes les plus anciennes effectuées sur le site remontent au Néolithique, tandis que les vestiges les plus nombreux sont caractéristiques de la culture de Bosut-Basarabi et datent des IXe et VIIIe siècles av. J.-C. D'autres découvertes importantes sont caractéristiques de la culture de La Tène, qui s'est développée aux IIe et Ier siècles av. J.-C., avec des céramiques, des bijoux, des fibules et des armes fabriqués principalement par la tribu des Scordisques ; en revanche, une partie des objets mis au jour et datant de cette époque atteste aussi de la présence sur le site des cultures gètes et daces. La découverte de vestiges de fortifications scordisques donne au site toute son importance historique.